# Кастельмедзано
Кастельмедза́но, Кастельмеццано (итал. Castelmezzano) — коммуна в Италии, расположена в регионе Базиликата, подчиняется административному центру Потенца.
Население составляет 970 человек, плотность населения составляет 29 чел./км². Занимает площадь 33 км². Почтовый индекс — 85010. Телефонный код — 0971.